# حسن دي تيرو
حسن دي تيرو (بالسويدية: Hasan di Tiro)‏ (مواليد 25 أغسطس 1925 - الوفاة 3 يونيو 2010)شخصية عسكرية أندونيسة وحصل الجنسية السويدية وتم تكريمه من قبل عده منظمات.